# Pinnacle Studio
Pinnacle studio je videoeditor od firmy Pinnacle Systems. Jeho aktuální verze je 24 (srpen 2020).
V tomto videoeditoru je možno do videí přidávat přechody, které se zde dělí do několika kategorií: Holywood FX pro, Alpha magic,atd. Pinnacle si ztratilo důvěryhodnost u mnoha uživatelů, když ho odkoupil Corel, protože měl příliš mnoho nedostatků. Proto většina uživatelů zůstává u Pinnacle 15 nebo 14 anebo přejdou k jinému softwaru, jako například SONY Vegas.

## Verze
- Pinnacle Studio
- Pinnacle Studio Plus
- Pinnacle Studio Ultimate
- Pinnacle studio for iPad